# Крамбамбуль (напиток)
Мурзавецкий: Нет, ром... ну его! Вреден мне, с моим характером нельзя. Попробую-ка ужо (щёлкает пальцем себя по галстуку) крамбамбулевой заняться. Как бы только вырваться у ма тант?!
Крамбамбу́ль, крамбамбу́ли (нем. Krambambuli, от нем. Krammet — «можжевельник») — белорусский национальный алкогольный напиток из смеси водки, специй и меда. В России стал известен в виде аналога: дешёвой смеси спиртных напитков, некогда популярной в студенческой среде благодаря своему чрезвычайно эффективному воздействию на организм. Традиция потребления приготовленных как пунш водки и пива с добавлением сахара и яиц для коагуляции сивушных масел пришла в Россию из Германии в 1860—1870 годах.
В германских студенческих корпорациях XIX века слово «крамбамбули» обозначало фойерцангенболе, глинтвейн или винный напиток, но изначально такое название носил можжевеловый шнапс, производившийся в Данциге на том же предприятии, что и гольдвассер. В 1745 году Христоф Фридрих Ведекинд под псевдонимом Crescentius Koromandel написал юмористическую застольную песню Krambambuli в 102 строфы, которая позднее была в укороченном варианте переработана в студенческую песню. Русский текст «Крамбамбули» принадлежит Н. М. Языкову.